# Atsuko Asano (escritora)
Atsuko Asano (em japonês:  あさの あつこ) nascida em 1954 (71 anos) em Okayama) é uma escritora japonêsa. Ela escreveu as light novels de Telepathy Shōjo Ran e a série de mangá The Manzai Comics. Começou a escrever romances infantis quando estava na faculdade. Ela foi formada na Aoyama Gakuin e graduou-se em literatura. Publicou "Hotaru-kan monogatari," como sua primeira light novel.
Asano recebeu o Prêmio Noma de literatura juvenil, em 1997, pela série de livros Battery, que foi adaptado em um filme. A mesma série ganhou o Award de Publicação Cultural de Shogakukan Children em 2005. Seu trabalho frequentemente aparece em revistas literárias e ela também tem sido destaque no Mainichi Shimbun.

## Obra
- "Kamigami no Utatane"
- "Girls Blue 2"
- "Girls Blue"
- "Yume Utsutsu"
- "The Manzai Comics #1-6"
- "Asano Kodomo no Omochabako"
- "Neko no Neko-san"
- "Telepathy Shōjo Ran"
- "Arifureta Fūkeiga"
- "Sasayaka na Monogatari-tachi"
- "Kimi ni Okuru Tsubasa Monogatari"
- "Matteru"
- "Last Inning"
- "Kaze no Yakata no Monogatari"
- "Ashita Fukukaze"
- "Shin Hotarukan Monogatari"
- "Hotarukan Monogatari"
- "Iede de Densha wa Ganbarimasu"
- "Miroku no Tsuki"
- "Erina no Aoi Sora"
- "Vivace"
- "Kimi ga Mitsukeru Monogatari"
- "Miyama Monogatari"
- "Fukushū Planner"
- "Konjiki no Nobe ni Utau"
- "Battery #1-7"
- "Field, wind"
- "Tabidachi"
- "Chūgakusei no Kimochi"
- "Iede Densha wa Koshōchu?"
- "Yōkai Henka"
- "Jūni no Uso to Jūni no Shinjitsu"
- "Yasha-zakura"
- "Jūni-sai Deai no Kisetsu"
- "Banka no Playball"
- "Runner"
- "Fukuin no Shōnen"
- "Sugu Kakeru Dokushō Kansōbun"
- "Nani yori mo Taisetsu na Koto"
- "Bokura no Shinrei Spotto"
- "Natsu-yasumi"
- "Chi ni Umorete"
- "Jikū Hunter Yuki"
- "Hint?"
- "Tōmei na Tabiji to"
- "Tanpopo Akichi no Tsukinowa"
- "Dobapyon"
- "Love Letter"
- "Mai wa Jussai desu"
- "No. 6 #1-9"